# Bansud
Bansud é um município de  segunda classe de renda municipal (d) na província Oriental Mindoro, nas Filipinas. De acordo com o censo de 1 de maio  de  2020 possui uma população de 42 671 pessoas e 10 003 domicílios.